# Distoleon burmanus
Distoleon burmanus är en insektsart som först beskrevs av Navás 1931.  Distoleon burmanus ingår i släktet Distoleon och familjen myrlejonsländor. Inga underarter finns listade i Catalogue of Life.